# Medalla por la Defensa de Kiev

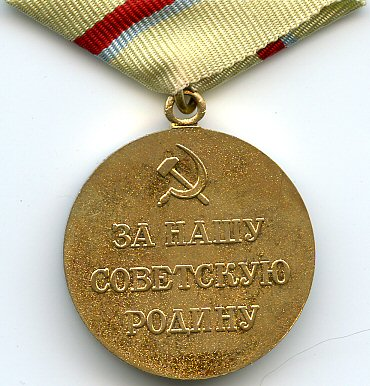
Reverso de la Medalla

La Medalla por la Defensa de Kiev (en ruso: Медаль За оборону Киева, romanizado: Za oboronu Kieva) es una medalla de campaña de la Unión Soviética establecida el 21 de junio de 1961 por decreto del Presídium del Sóviet Supremo de la URSS, para recompensar a los participantes en la defensa de Kiev (1941) contra las fuerzas armadas de la Alemania nazi. El estatuto de la medalla fue enmendado el 18 de julio de 1980 por decreto del Presídium del Sóviet Supremo de la URSS N.º 2523-X.
Kiev recibió el título de “Ciudad Heroica” el 22 de junio de 1961 (fecha del 20 aniversario del inicio de la Gran Guerra Patriótica), aprovechándose la ocasión por instituir la condecoración. Las otras ciudades heroicas son Odesa, Stalingrado, Sebastopol, Leningrado, Moscú, la Fortaleza de Brest, Kerch, Novorossiysk, Minsk, Tula, Múrmansk y Smolensk).

## Reglamento
La medalla por la defensa de Kiev se otorgó a todos los participantes en la defensa de Kiev: militares del Ejército Rojo y las tropas de la ex NKVD, así como a todos los trabajadores que participaron en la defensa de Kiev en las filas de la milicia popular, en la construcción de fortificaciones defensivas, que trabajaron en fábricas y plantas que sirvieron a las necesidades del frente, así como los partisanos que lucharon contra el enemigo en los alrededores de Kiev. El período de defensa de Kiev se considera julio-septiembre de 1941.
La concesión de la medalla se hizo en nombre del Presídium del Sóviet Supremo de la URSS sobre la base de documentos que certifican la participación real en la defensa de Kiev. El personal militar en servicio recibió la medalla del comandante de su unidad, los jubilados del servicio militar recibieron la medalla de un comisionado militar regional, municipal o de distrito en la comunidad del destinatario, los miembros de la población civil, los participantes en la defensa de Kiev recibieron su medalla del Óblast de Kiev y ciudades soviéticas. Para los defensores que murieron en batalla o antes del establecimiento de la medalla, se otorgó póstumamente a su familia.
La medalla por la Defensa de Kiev se lleva en el lado izquierdo del pecho y, en presencia de otras órdenes y medallas de la URSS, se coloca después de la Medalla por la Defensa de Stalingrado. Si se usa en presencia de órdenes o medallas de la Federación de Rusia, estas últimas tienen prioridad.
Cada medalla venía con un certificado de premio, este certificado se presentaba en forma de un pequeño folleto de cartón de 8 cm por 11 cm con el nombre del premio, los datos del destinatario y un sello oficial y una firma en el interior. Por decreto del 5 de febrero de 1951 del Presídium del Sóviet Supremo de la URSS, se estableció que la medalla y su certificado quedarían en manos de la familia tras la muerte del beneficiario.
Fue otorgada a aproximadamente 107.540 personas. 

## Descripción
Se trata de una medalla de latón circular de 32 mm de diámetro con un borde elevado por ambos lados. 
En su anverso, la imagen en relieve del edificio del Sóviet Supremo de la República Socialista Soviética de Ucrania con una bandera ondeando desde su mástil en la azotea. En el fondo del edificio, las imágenes en relieve de un soldado rojo, un marinero rojo, un trabajador y una mujer, todos guerrilleros mirando a la izquierda con los rifles preparados. A lo largo de la circunferencia superior de la medalla, la inscripción en relieve «POR LA DEFENSA DE KIEV» (en ruso: «ЗА ОБОРОНУ КИЕВА») dividida en dos por una bandera ondeante. En la parte inferior, una estrella de cinco puntas en relieve sobre una cinta propiamente dicha superpuesta sobre ramas de laurel.
En el reverso, cerca de la parte superior, la imagen en relieve de la hoz y el martillo, debajo de la imagen, la inscripción en relieve en tres filas «POR NUESTRA PATRIA SOVIÉTICA» (en ruso: «ЗА НАШУ СОВЕТСКУЮ РОДИНУ»).
La medalla está conectada con un ojal y un anillo a un bloque pentagonal cubierto con una cinta de muaré de seda verde oliva de 24 mm de ancho. En el centro de la cinta hay dos franjas longitudinales: roja - 4 mm de ancho y azul - 2 mm de ancho.